# Willie Carroll Townes
Willie Carroll Townes (Hattiesburg, Mississippi, 21 de julho de 1943 – Dallas, Texas, 22 de julho de 2017) foi um jogador profissional de futebol americano na Liga americana. Ele foi escolhido pelos Dallas Cowboys na segunda rodada do Draft de 1966. Ele jogou futebol universitário na Universidade de Tulsa.

## Biografia
Townes jogou futebol americano na escola onde estudou, a Rowan High School. Posteriormente, assinou com o Universidade de Indiana, mas acabou por se transferir para o Universidade de Tulsa, onde se tornou um dos melhores defensores na história da escola.
Townes demorou até seu último ano de faculdade, 1966 para entrar para a NFL, quando ele se tornou elegível para o projecto, porque era um redshirt, jogador cuja classe tinha se formado.
Em 1986, ele foi introduzido no Hall da Fama dos Atletas da Universidade de Tulsa.[carece de fontes?]

### Carreira profissional

#### Dallas Cowboys
Townes foi selecionado pelo Dallas Cowboys na segunda rodada (22 no total) do Draft da NFL de 1966 e também na primeira rodada do Redshirt Draft de 1966 da AFL pelo Boston Patriotts.